# Freya (radar)

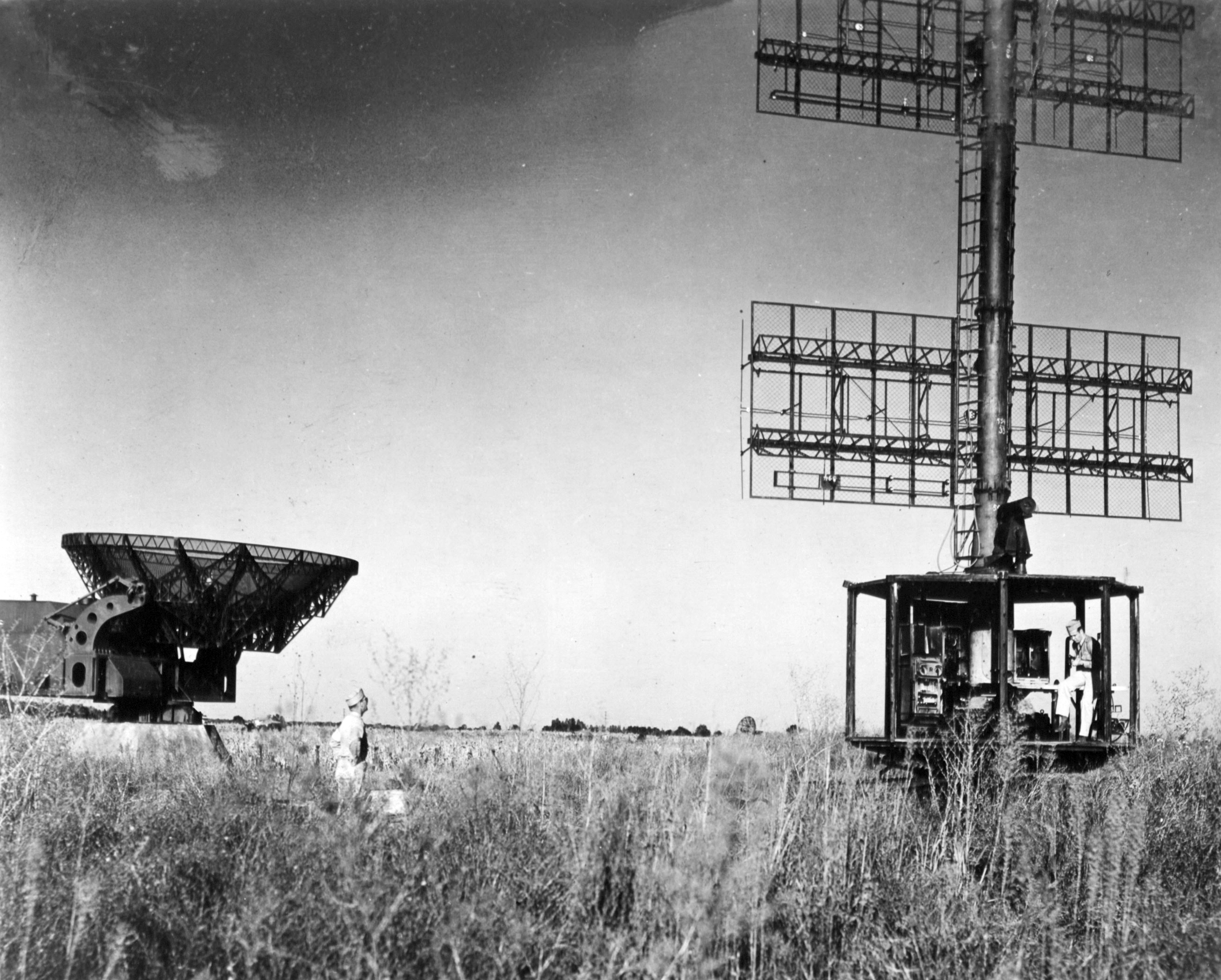
Freya (destra) e Würzburg-Riese, Romania, 1944

Freya è il nome di un radar tedesco della seconda guerra mondiale, preso dal nome della dea nordica Freyja. Ne furono costruiti più di mille esemplari dispiegati. Il radar era basato a terra ma ne esisteva la versione navale denominato Seetakt, operante su una lunghezza d'onda diversa. Aveva una ripetizione di impulsi di 500 al secondo.

## Operatività
Il Freya era un radar da avvistamento precoce, che di norma operava con un altro radar di tipo Würzburg Riese ("gigante Würzburg") per il controllo del fuoco antiaereo. Il Freya operava con una lunghezza d'onda da 2,3 a 2,5 m, rilevava da lontano i bersagli in avvicinamento e poi passava il controllo al Würzburg.

## Varianti
- FuMG 450 Freya AN, chiamato inizialmente FuMG 41G (portata estesa a 120 km)
- FuMG Freya LZ (disassemblabile ed aviotrasportabile)
- FuMG 480
- FuMG 44 "Drehfreya" (German: "Freya rotante"), modello di transizione verso il FuMG 44/404 (versione navale: FuMO371), "Jagdschloss" PPI radar
- FuMG 451 "Freiburg", 162–200 MHz
- FuMG 321-328 (designazione navale tedesca)